# BVD/PVF Combinatie
De BVD/PVF Combinatie was een politieke alliantie tijdens de Surinaamse parlementsverkiezingen van 2010.
De BVD/PVF Combinatie bestond uit de Basispartij voor Vernieuwing en Democratie (BVD, opgericht in 1996) en de Politieke Vleugel van de FAL (PVF, opgericht in 1995). Daarnaast voegde de Nationale Ontwikkelings Partij zich bij de alliantie.
In 2005 had de BVD met Theo Vishnudatt een zetel en de PVF met Soedeshchand Jairam en Ramon Sital twee zetels in De Nationale Assemblée. Vooraf was BVD-voorzitter Dilip Sardjoe heel positief gestemd en voorspelde hij de dag voor de verkiezingen dat deze alliantie de nieuwe president van Suriname zou leveren. De peilingen lieten vooraf echter al een geheel ander beeld zien, wat werd bewaarheid toen de uitslagen binnenkwamen. De partijen verloren tijdens de verkiezingen namelijk al hun zetels en kwamen met geen enkele kandidaat terug in het parlement. Twee weken na de verkiezingen viel de alliantie uit elkaar.